# خوسيه أنجيل كريسبو

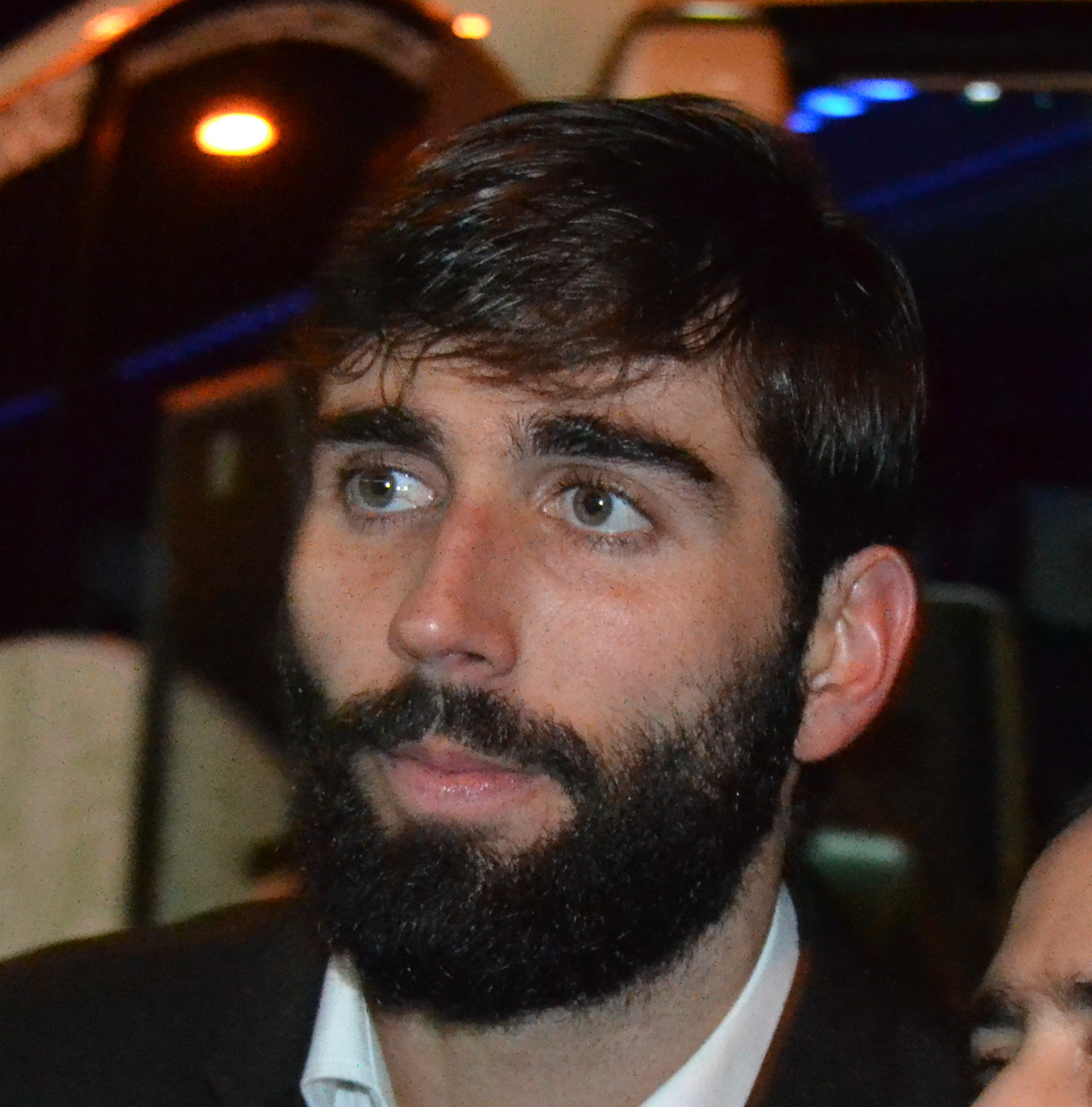

خوسيه أنجيل كريسبو (بالإسبانية: José Ángel Crespo) (مواليد 9 فبراير 1987 في إشبيلية - إسبانيا) لاعب كرة قدم إسباني يلعب حاليا لصالح نادي الدرجة الأولى ريسينغ سانتاندر الإسباني منذ 2009 في مركز قلب الدفاع كما يجيد اللعب في مركز الظهير الأيمن والأيسر .

## روابط خارجية
- خوسيه أنجيل كريسبو على موقع الاتحاد الدولي (مؤرشف)  (الإنجليزية)
- خوسيه أنجيل كريسبو على موقع قاعدة بيانات كرة القدم.إي يو (الإنجليزية)
- خوسيه أنجيل كريسبو على موقع Soccerbase.com (لاعب) (الإنجليزية)
- خوسيه أنجيل كريسبو على موقع Soccerway.com (الإنجليزية)
- خوسيه أنجيل كريسبو على موقع عالم كرة القدم.نت (الإنجليزية)
- خوسيه أنجيل كريسبو على موقع AS.com (الإسبانية)